# East Haven (Connecticut)
East Haven est une ville du comté de New Haven dans l'État du Connecticut aux États-Unis. Lors du recensement de 2010, sa population était de 29 257 habitants.

## Histoire

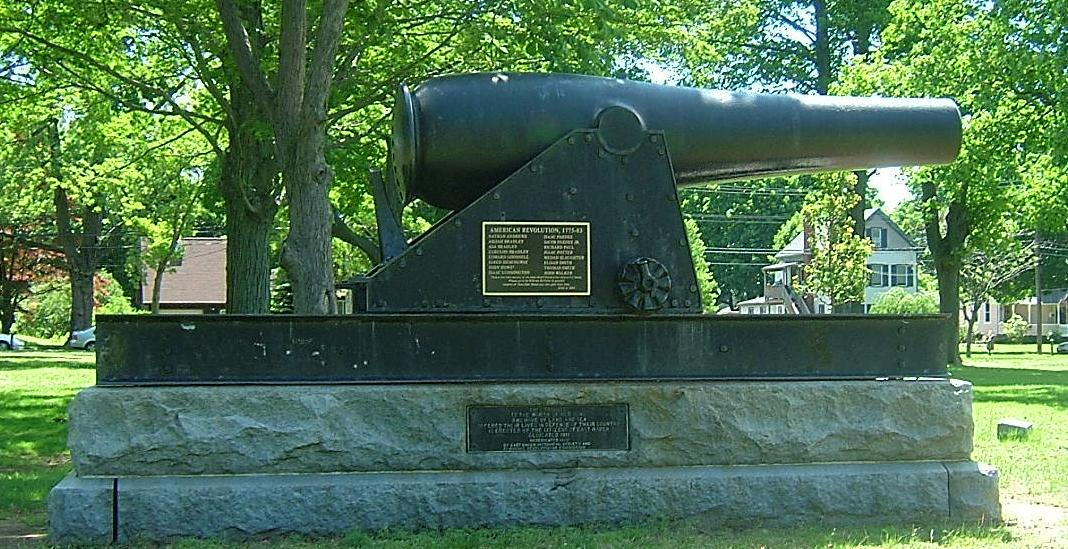
Canon de la Guerre de Sécession du Fort Hale

East Haven devient une municipalité en 1785 ; elle s'appelait East Village jusqu'à sa séparation de New Haven.

## Géographie
Selon le bureau du recensement des États-Unis, la ville a une superficie totale de 13,51 milles carrés (34,99 km2), dont 12,30 milles carrés (31,86 km2) de terre et 1,20 milles carrés (3,11 km2) d'eau.	

## Démographie
| 1820  | 1850  | 1860  | 1870  | 1880  | 1890 |
| ----- | ----- | ----- | ----- | ----- | ---- |
| 1 237 | 2 987 | 2 292 | 2 714 | 3 057 | 955  |

| 1900  | 1910  | 1920  | 1930  | 1940  | 1950   |
| ----- | ----- | ----- | ----- | ----- | ------ |
| 1 167 | 1 795 | 3 520 | 7 815 | 9 094 | 12 212 |

| 1960   | 1970   | 1980   | 1990   | 2000   | 2010   |
| ------ | ------ | ------ | ------ | ------ | ------ |
| 21 388 | 25 120 | 25 036 | 26 144 | 28 189 | 29 257 |

### Communautés
La ville est divisée en trois « sections » :
- Foxon
- Momauguin
- « The Center »

### Climat
| Mois                                | jan. | fév. | mars | avril | mai  | juin | jui. | août | sep. | oct. | nov. | déc. | année |
| ----------------------------------- | ---- | ---- | ---- | ----- | ---- | ---- | ---- | ---- | ---- | ---- | ---- | ---- | ----- |
| Température minimale moyenne (°C)   | −8   | −7,1 | −2,6 | 2,4   | 8,2  | 13,2 | 16,1 | 15,1 | 10,7 | 4,3  | −1,9 | −5,1 | 3,9   |
| Température maximale moyenne (°C)   | 1,9  | 3,7  | 8,9  | 15,3  | 21,6 | 26,3 | 28,8 | 27,4 | 22,8 | 16,7 | 10,4 | 4,2  | 15,7  |
| Précipitations (mm)                 | 95   | 94   | 105  | 94    | 95   | 84   | 101  | 107  | 91   | 88   | 95   | 97   | 1 145 |
| Nombre de jours avec précipitations | 10   | 8    | 10   | 14    | 11   | 9    | 9    | 8    | 7    | 8    | 9    | 9    | 109   |

| Diagramme climatique                                  |           |            |           |           |            |             |             |            |           |            |           |
| J                                                     | F         | M          | A         | M         | J          | J           | A           | S          | O         | N          | D         |
| 1,9−895                                               | 3,7−7,194 | 8,9−2,6105 | 15,32,494 | 21,68,295 | 26,313,284 | 28,816,1101 | 27,415,1107 | 22,810,791 | 16,74,388 | 10,4−1,995 | 4,2−5,197 |
| Moyennes : • Temp. maxi et mini °C • Précipitation mm |           |            |           |           |            |             |             |            |           |            |           |